# Maritta Kersting
Maritta Kersting   (Düsseldorf, 17 de maig de 1935 - 12 de maig de 2009) va ser una llaütista i guitarrista alemanya.

## Biografia
Kersting va estudiar cant amb Emmy Müller i llaüt amb Walter Gerwig a la Universitat de Música de Colònia i guitarra amb Karl Scheit a Viena. Després va donar concerts amb l'Estudi de Música Antiga. El 1969 va ser professora del Conservatori de Düsseldorf. El 1973 va ser nomenada professora de guitarra. Entre els seus estudiants hi havia Reinbert Evers i Dieter Kreidler. El 1993 va rebre un certificat d'honor del govern estatal de Renània del Nord-Westfàlia. També va ser editora d'obres barroques de Johann Sebastian Bach i John Dowland a "Guitar & Lute" i "Edition Nogatz".